# Марк Терполий
Марк Терполий (Marcus Terpolius) e политик на Римската република през 1 век пр.н.е.
През 77 пр.н.е. той е народен трибун. Тази година консули са Децим Юний Брут и Мамерк Емилий Лепид Ливиан.